# Domicja Lepida
Domicja Lepida Młodsza (Domitia Lepida Minor) występująca w źródłach najczęściej jako Domicja Lepida (Domitia Lepida) (ur. 10 p.n.e. – zm. 54 n.e.) była przedstawicielką rzymskiego rodu Domicjuszy Ahenobarbów. Spokrewniona z najpotężniejszymi osobami końca republiki i początków cesarstwa – była prawnuczką triumwira Marka Lepidusa, wnuczką triumwira Marka Antoniusza i Oktawii Młodszej siostry cesarza Augusta. Jej siostrą była Domicja Lepida Starsza (Domitia Lepida Maior) a bratem Gnejusz Domicjusz Ahenobarbus, ojciec cesarza Nerona.

## Wywód przodków
| 4. Gnejusz Domicjusz Ahenobarbus |  |                                  |  |  |                   |
|                                  |  | 2. Lucjusz Domicjusz Ahenobarbus |  |  |                   |
| 5. Emilia Lepida                 |  |                                  |  |  |                   |
|                                  |  |                                  |  |  | 1. Domicja Lepida |
| 6. Marek Antoniusz               |  |                                  |  |  |                   |
|                                  |  | 3. Antonia Starsza               |  |  |                   |
| 7. Oktawia Młodsza               |  |                                  |  |  |                   |
|                                  |  |                                  |  |  |                   |

## Potomkowie
Była trzykrotnie zamężna. Po raz pierwszy z bliskim kuzynem, również wnukiem Oktawii Młodszej, Markiem Waleriuszem Messalą Barbatusem. Ich córka to osławiona Messalina – żona cesarza Klaudiusza. Drugim jej mężem był Faustus Korneliusz Sulla Feliks – potomek dyktatora Lucjusza Korneliusza Sulli, a ich syn poślubił córkę cesarza Klaudiusza – Klaudię Antonię. Trzecim mężem Domicji Lepidy był Gajusz Apiusz Juniusz Sylan. Oboje sprawowali do 41 n.e opiekę nad jej bratankiem, Lucjuszem Domicjuszem, późniejszym cesarzem Neronem, po śmierci jego ojca i wygnaniu matki. Silanus został zabity z rozkazu cesarza Klaudiusza (ponieważ przyśniło się mu się, że to Silanus może go zabić).
Domicja Lepida była silną, bogatą i wpływową osobistością w okresie panowania Kaliguli i Klaudiusza. Skłócona z córką Messaliną w okresie jej największej władzy, a jednocześnie ekscesów seksualnych, towarzyszyła jej w ostatnich chwilach. Według Tacyta namawiała córkę skazaną już na śmierć do godnego odebrania sobie życia.
Jej bratowa Agrypina Młodsza została w 49 nową żoną cesarza Klaudiusza i doprowadziła do zguby Domicję Lepidę, obawiając się jej wpływu na syna Agrypiny, Nerona.
| 1. Marek Waleriusz Messala Barbatus 2. Faustus Korneliusz Sulla Feliks 3. Gajusz Apiusz Juniusz Sylan |

| 1. Klaudiusz cesarz |

| 1. Klaudia Antonia |

| 1. Neron |

| zmarł przed ukończeniem 2 roku życia |